# Comuna de Trzydnik Duży
Trzydnik Duży (polaco: Gmina Trzydnik Duży) é uma gminy (comuna) na Polónia, na voivodia de Lublin e no condado de Kraśnicki. A sede do condado é a cidade de Trzydnik Duży.
De acordo com os censos de 2004, a comuna tem 7041 habitantes, com uma densidade 67,2 hab/km².

## Área
Estende-se por uma área de 104,73 km², incluindo:
- área agrícola: 87%
- área florestal: 7%

## Demografia
Dados de 30 de Junho 2004:
|                      | Total   | Total | Mulheres | Mulheres | Homens  | Homens |
| -------------------- | ------- | ----- | -------- | -------- | ------- | ------ |
|                      | pessoas | %     | pessoas  | %        | pessoas | %      |
| População            | 7041    | 100   | 3451     | 49       | 3590    | 51     |
| Densidade (pop./km²) | 67,2    | 100   | 33       | 33       | 34,3    | 34,3   |

De acordo com dados de 2002, o rendimento médio per capita ascendia a 1103,37 zł.

## Subdivisões
- Agatówka, Budki, Dąbrowa, Dębowiec, Liśnik Mały, Łychów Gościeradowski, Łychów Szlachecki, Olbięcin, Owczarnia, Rzeczyca Księża, Rzeczyca Ziemiańska, Rzeczyca Ziemiańska-Kolonia, Trzydnik Duży, Trzydnik Duży-Kolonia, Trzydnik Mały, Wola Trzydnicka, Węglin, Węglinek, Wólka Olbięcka, Zielonka.

## Comunas vizinhas
- Dzierzkowice, Gościeradów, Kraśnik, Potok Wielki, Szastarka, Zaklików